# Newbury Park (métro de Londres)
Newbury Park est une station de la Central line, du métro de Londres, en zone 4. Elle est située sur l'Eastern Avenue à Newbury Park, dans le borough londonien de Redbridge.

## À proximité
- Newbury Park